# Bahnhof Oldenzaal
Der Bahnhof Oldenzaal ist ein Bahnhof in der niederländischen Stadt Oldenzaal in der Nähe zur deutschen Grenze. Er wurde am 18. Oktober 1865 an der Bahnstrecke Almelo–Salzbergen eröffnet.

## Das Bahnhofsgebäude
Das erste Bahnhofgebäude ist ein einzigartiger Entwurf und wurde gleichzeitig mit der Bahnstrecke eröffnet. Der Bau ist ähnlich dem Bahnhof Bad Bentheim und dem Bahnhof Almelo. In den Jahren 1884 und 1887 wurde das Gebäude umgebaut und dabei vergrößert. Auch wurde der Giebel gepflastert.

## Name
Von 1890 bis 1935 hieß der Bahnhof offiziell 'Station Oldenzaal AS'. Die Buchstaben standen für Spoorweg-Maatschappij Almelo-Salzbergen. Dieser Name war nötig, weil in Oldenzaal durch die Lokaalspoorwegmaatschappij Enschede-Oldenzaal der Bahnhof Oldenzaal EO bestand.

## Das zweite Bahnhofgebäude
Das erste Bahnhofsgebäude brannte am 14. Juli 1953 ab. Im Jahre 1957 wurde ein neues Bahnhofsgebäude eröffnet. Lange Zeit war Oldenzaal ein wichtiger Grenzbahnhof. Ab den 1960er Jahren hielten die meisten internationalen Züge schon nicht mehr in Oldenzaal und das Restaurant wurde geschlossen. Nur kurze Zeit später hielten hier gar keine internationalen Züge mehr. Ein großer Teil des Bahnhofs wird deshalb nicht mehr genutzt. Das alte Restaurant wird zum Teil wieder benutzt. Von Dezember 2010 bis Dezember 2013 hielt der Grensland Express stündlich in Oldenzaal. Seit Februar 2018 wird Oldenzaal im Stundentakt von der RB61 bedient, welche hier wieder für internationale Zuganbindung Richtung Rheine–Osnabrück–Bielefeld sorgt.

## Streckenverbindungen
Im Jahresfahrplan 2025 bedienen folgende Linien den Bahnhof Oldenzaal:
| Linie/Zugtyp | Linienverlauf | Takt              | Betreiber |
| ------------ | --- | ----------------- | --------- |
| RB 61        | Wiehengebirgs-Bahn: Hengelo – Oldenzaal – Bad Bentheim – Schüttorf – Salzbergen – Rheine – Hörstel – Ibbenbüren-Esch – Ibbenbüren – Ibbenbüren-Laggenbeck – Osnabrück Altstadt – Osnabrück Hbf – Wissingen – Westerhausen – Melle – Bruchmühlen – Bünde (Westf) – Kirchlengern – Hiddenhausen-Schweicheln – Herford – Brake (b Bielefeld) – Bielefeld Hbf Stand: Fahrplanwechsel Dezember 2021 | 60 min            | Eurobahn  |
| Stoptrein    | Zutphen – Hengelo – Oldenzaal | 30 min (Blauwnet) | Arriva    |